# Dirka po Franciji 1938
Dirka po Franciji 1938 je bila 32. dirka po Franciji, ki je potekala leta 1938.

## Pregled
| Kategorije                          | Podatki       |
| ----------------------------------- | ------------- |
| Začetek-konec                       | Pariz - Pariz |
| Dolžina (km)                        | 4.694         |
| Število etap                        | 21            |
| Povprečna hitrost zmagovalca (km/h) | 31,565        |
| Kolesarjev                          | 96            |
| Tekmo končalo                       | 55            |